# Liste der Baudenkmale in Klein Belitz
In der Liste der Baudenkmale in Klein Belitz sind alle denkmalgeschützten Bauten der Gemeinde Klein Belitz (Mecklenburg-Vorpommern) und ihrer Ortsteile aufgelistet (Stand 10. Februar 2021). 

## Legende
In den Spalten befinden sich folgende Informationen:
- ID-Nr: Die Nummer wird von den Denkmalämtern der Landkreise vergeben. Wenn sie nicht bekannt ist, bleibt die Spalte leer. In dieser Spalte kann sich zusätzlich das Wort Wikidata befinden, der entsprechende Link führt zu Angaben zu diesem Denkmal bei Wikidata.
- Lage: die Adresse des Denkmales und die geographischen Koordinaten.
Link zu einem Kartenansichtstool, um Koordinaten zu setzen. In der Kartenansicht sind Denkmale ohne Koordinaten mit einem roten bzw. orangen Marker dargestellt und können in der Karte gesetzt werden. Denkmale ohne Bild sind mit einem blauen bzw. roten Marker gekennzeichnet, Denkmale mit Bild mit einem grünen bzw. orangen Marker.
- Bezeichnung: Bezeichnung, so wie sie in den offiziellen Listen der Denkmalämter steht. Ein Link hinter der Bezeichnung führt zum Wikipedia-Artikel über das Denkmal. Wenn die Bezeichnung der Denkmalämter inhaltlich fehlerhaft ist, ist in der Spalte „Beschreibung“ darauf hinzuweisen.
- Beschreibung: Beschreibung des Denkmales
- Bild: ein Bild des Denkmales und gegebenenfalls einen Link zu weiteren Fotos des Denkmals im Medienarchiv Wikimedia Commons

## Baudenkmale nach Ortsteilen

### Klein Belitz
| ID   | Lage                      | Bezeichnung                                              | Beschreibung | Bild                                                     |
| ---- | ------------------------- | -------------------------------------------------------- | --- | -------------------------------------------------------- |
| 0334 | Hauptstraße 1a (Karte)    | Schmiede                                                 | |                                                          |
| 0335 | Hauptstraße 15/16 (Karte) | Inspektorenhaus (1903)                                   | Neobarocker, 2-gesch., 9-achs. Klinkerbau von 1903 mit Walmdach und Zwerchgiebel                                               | Inspektorenhaus (1903)                                   |
| 0336 | Hauptstraße 17 (Karte)    | ehem. Gutshaus (Schule) mit Gedenkstein für Clara Zetkin | klassizistischer, 2-gesch., 9-achs. Putzbau von um 1825 mit Walmdach und Mittelrisalit; Gut der Familie von Langen (1755–1925) | ehem. Gutshaus (Schule) mit Gedenkstein für Clara Zetkin |
| 0337 | Hauptstraße 27 (Karte)    | ehem. Molkerei                                           | |                                                          |
| 0338 | Hauptstraße 34 (Karte)    | Pumpe                                                    | |                                                          |
| 0339 | Hauptstraße 43 (Karte)    | Landwarenhaus                                            | |                                                          |
| 0340 | Speicherstraße 23 (Karte) | Speicher                                                 | | Speicher                                                 |

### Boldenstorf
| ID   | Lage                     | Bezeichnung | Beschreibung | Bild |
| ---- | ------------------------ | ----------- | ------------ | ---- |
| 0033 | Dorfstraße 2/3/4 (Karte) | Wohnhaus    |              |      |

### Friedrichshof
| ID   | Lage                  | Bezeichnung | Beschreibung | Bild |
| ---- | --------------------- | ----------- | ------------ | ---- |
| 0288 | Dorfstraße 12 (Karte) | Gutshaus    |              |      |

### Groß Belitz
| ID   | Lage                       | Bezeichnung                                 | Beschreibung | Bild         |
| ---- | -------------------------- | ------------------------------------------- | ------------ | ------------ |
| 0300 | Am Dorfanger 17/18 (Karte) | Stallscheune                                |              | Stallscheune |
| 0301 | Bützower Straße 1 (Karte)  | Bauernhof mit Bauernhaus, Stall und Scheune |              |              |

### Krugland
| ID   | Lage             | Bezeichnung                  | Beschreibung | Bild |
| ---- | ---------------- | ---------------------------- | ------------ | ---- |
| 0348 | Nr. 1 (Karte)    | Bauernhaus mit Scheune       |              |      |
| 0349 | Nr. 2/2a (Karte) | Bauernhaus mit ehem. Scheune |              |      |
| 0350 | Nr. 3 (Karte)    | Bauernhaus mit Scheune       |              |      |

### Neukirchen
| ID   | Lage                     | Bezeichnung                                                  | Beschreibung | Bild           |
| ---- | ------------------------ | ------------------------------------------------------------ | ------------ | -------------- |
| 0382 | Dorfstraße 17/19 (Karte) | Scheune                                                      |              |                |
| 0383 | Dorfstraße 11 (Karte)    | Wohnhaus (ehem. Gaststätte)                                  |              |                |
| 0384 | Dorfstraße (Karte)       | Kirche mit Friedhof, Einfriedung und barockem Tor            |              | Weitere Bilder |
| 0385 | Dorfstraße 9 (Karte)     | Pfarrhof mit Pfarrhaus, Scheune, ehem. Stall und Torpfeilern |              |                |

### Passin
| ID   | Lage                   | Bezeichnung                                                | Beschreibung | Bild    |
| ---- | ---------------------- | ---------------------------------------------------------- | ------------ | ------- |
| 0396 | Hauptstraße 17         | Friedhof                                                   |              |         |
| 0397 | Hauptstraße 14 (Karte) | Bauernhaus (Hallenhaus auf dem Grundstück des Reiterhofes) |              |         |
| 0398 | Hauptstraße            | Kriegerdenkmal 1914/18                                     |              |         |
| 0399 | Hauptstraße (Karte)    | Kapelle                                                    |              | Kapelle |

### Selow
| ID   | Lage                        | Bezeichnung                                           | Beschreibung | Bild |
| ---- | --------------------------- | ----------------------------------------------------- | ------------ | ---- |
| 0440 | Dorfstraße 38/39 (Karte)    | Bauernhaus und Pumpe                                  |              |      |
| 0441 | Dorfstraße 52 (Karte)       | Bauernhaus                                            |              |      |
| 0442 | Dorfstraße 56 (Karte)       | Bauernhaus                                            |              |      |
| 0443 | Schwaaner Straße 17 (Karte) | Büdnerei (Hallenhaus)                                 |              |      |
| 0444 | Heideweg 60 (Karte)         | Bauernhaus                                            |              |      |
| 0445 | Heideweg 61 (Karte)         | Bauernhof mit Bauernhaus und zwei Wirtschaftsgebäuden |              |      |
| 0446 | Dorfstraße (Karte)          | Kriegerdenkmal 1914/18 (gegenüber Heideweg)           |              |      |

## Quelle
Denkmalliste des Landkreises Rostock A ‐ Z (Stand: 10. Februar 2021; PDF, 497 KB)
- Karte mit allen Koordinaten:
- OSM |
- WikiMap